# بنك إم يو أف جي

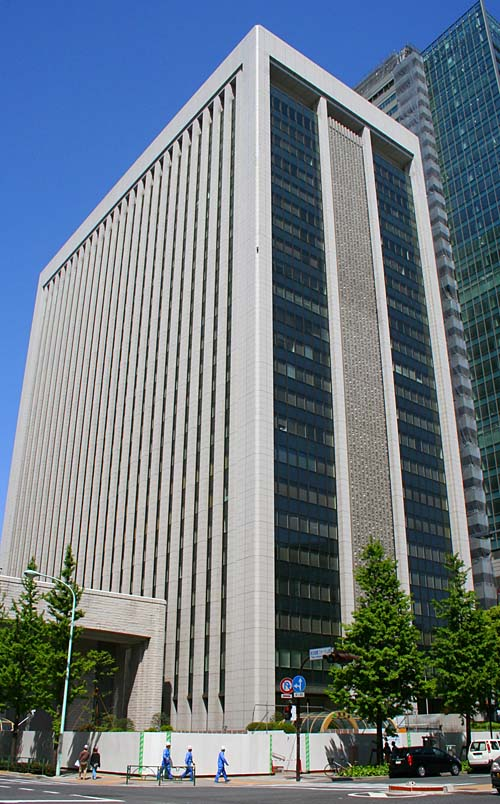
المكتب الرئيسي في مارونوتشي ، طوكيو ، اليابان (المقر الرئيسي السابق لبنك ميتسوبيشي)

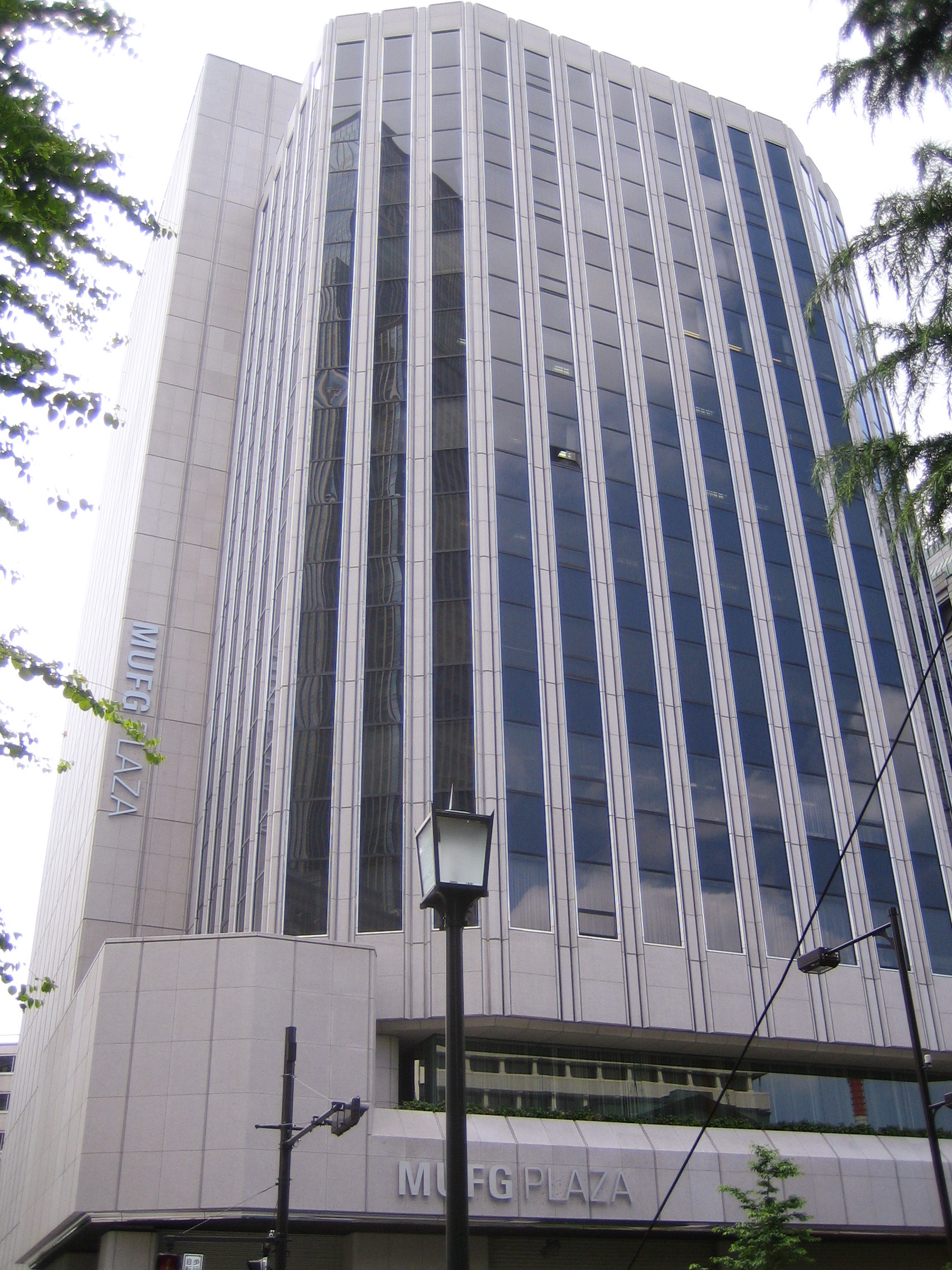
فرع نيهومباشي في طوكيو (مقر بنك طوكيو السابق)

بنك إم يو أف جي هو أكبر بنك في اليابان. تم تأسيسه في 1 يناير 2006 ، بعد دمج بنك طوكيو ميتسوبيشي المحدودة وبنك يو إف جي يعتبر البنك بمثابة ذراع الخدمات المصرفية للأفراد والشركات والاستثمار لمجموعة ميتسوبيشي يو اف جيه المالية القابضة .
تتكون قاعدة العملاء التقليدية من الشركات اليابانية، لكن قروض الشركات الخارجية زادت بنسبة 35٪ في الأشهر التسعة المنتهية في 31 ديسمبر 2011. زاد البنك بثبات نسبته الأولى من رأس المال من 7.76٪ في عام 2009 إلى 13.04٪ كما ورد في فبراير 2012 ، ولم تتأثر تصنيفاته الائتمانية بالتطورات في أوروبا. قامت وكالة ستاندرد آند بورز بتعيين أحدث سلسلة من السندات غير المضمونة من بي تي إم يو في تصنيف A-plus (كما في فبراير 2012).
اعتبارًا من 23 يونيو 2019 ، تم تصنيف ميتسوبيشي يو اف جيه المالية القابضة / بنك إم يو أف جي كأكبر بنك في اليابان ورابع أكبر بنك في العالم.
يقع المكتب الرئيسي للبنك في مارونوتشي، تشيودا ، طوكيو ، ولديه 772 مكتبًا آخر في اليابان و 76 مكتبًا في الخارج.

## القابضة
- شركة يونيون بان جال (حوالي 63 ٪ في فبراير 2005 ؛ 68 ٪ في عام 2004 ؛ 100 ٪ في عام 2008)
- بنك تشونغ هينغ (9.66٪)
- مورغان ستانلي (22.41 ٪). في 29 سبتمبر 2008 ، أعلنت مجموعة Mitsubishi UFJ المالية أنها ستستحوذ على حصة في Morgan Stanley بمبلغ 9 دولارات أمريكية   مليار. في خضم انهيار سوق الأسهم في أكتوبر 2008 ، تسببت المخاوف بشأن إتمام صفقة ميتسوبيشي في انخفاض حاد في سعر سهم مورغان ستانلي إلى مستوياته التي شوهدت في عام 1994. تعافى سعر سهم مورغان ستانلي بشكل كبير بعد أن أغلقت Mitsubishi UFJ الصفقة في 14 أكتوبر 2008.[5][6][7][8]
- بنك أيوديا (76.88٪ في 5 يناير 2015 ؛ 72٪ في 19 ديسمبر 2013) [9]

## روابط خارجية
- (باليابانية) الموقع الرسمي
- الموقع الرسمي
- الموقع الرسمي MUFG (الأمريكتين)
- "Company history books (Shashi)". Shashi Interest Group. أبريل 2016. مؤرشف من الأصل في 2019-04-15. "Company history books (Shashi)". Shashi Interest Group. أبريل 2016. مؤرشف من الأصل في 2019-04-15. "Company history books (Shashi)". Shashi Interest Group. أبريل 2016. مؤرشف من الأصل في 2019-04-15. مجموعة ويكي من الأعمال الببليوغرافية على بنك طوكيو-ميتسوبيشي يو إف جي